# Mauro Formica
Mauro Abel Formica (Rosario, 4 aprile 1988) è un ex calciatore argentino, di ruolo centrocampista.

## Biografia
Soprannominato el gato, possiede il passaporto italiano.
Anche suo fratello maggiore Lautaro è un calciatore professionista, di ruolo difensore.

## Caratteristiche tecniche
Può giocare come trequartista o regista ed è rapido e abile nel dribbling. Predilige una posizione distante dalla porta, per poi fornire assist o inserirsi negli spazi data la freddezza sotto porta che possiede. La sua grinta gli permette di essere incisivo anche nei ripiegamenti difensivi. Tecnicamente è abile nel calciare "a giro" e nei tiri da fermo.
Nel Newell's ha giocato come trequartista nel modulo 3-5-2, dietro Boghossian e Achucarro.
Nel Blackburn il tecnico Steve Kean l'ha definito «un giovane Batistuta [...] uno dei migliori prospetti del calcio argentino.»

## Carriera

### Club
Ha debuttato in prima squadra con il Newell's Old Boys nel 2007, disputando 2 partite del campionato Clausura. Nella successiva stagione ha collezionato 4 presenze, mentre i gettoni della stagione 2008-2009 sono stati 19 con 7 reti all'attivo, le prime della carriera, in una stagione caratterizzata da un infortunio in autunno.
Nella stagione 2009-2010 gioca da titolare scendendo in campo 36 volte in campionato e segnando 8 reti. Debutta anche in Copa Libertadores, disputando 2 partite. Nella stagione 2010-2011, invece, sotto la guida di Néstor Sensini da cui è molto apprezzato, gioca 6 partite e segna 3 gol nella Copa Sudamericana, e dopo 17 partite in campionato, nell'ultimo giorno della finestra di mercato di gennaio del 2011 passa per 6 milioni di euro alla società inglese del Blackburn Rovers per poco più di 4 milioni di euro firmando un contratto fino al 2014.
In Inghilterra viene inizialmente schierato con la squadra riserve, non totalizzando presenze in prima squadra nella parte di stagione restante. Nella stagione 2011-2012, invece, gioca 34 partite in campionato, segnando 4 gol, ma la sua compagine a fine annata ottiene la retrocessione in seconda serie; giocatore importante per la squadra, gioca anche una partita in FA Cup e 4 partite nella Curling Cup.
La stagione 2012-2013 la comincia pertanto nella Football League Championship, e, dopo 15 partite e un gol, il 24 gennaio 2013 passa ufficialmente in prestito alla società italiana del Palermo. Tre giorni dopo debutta in Serie A e con il Palermo nella partita esterna contro il Cagliari (1-1), subentrando al 70' a Josip Iličič. La giornata seguente, in Palermo-Atalanta, (1-2) fornisce l'assist per il gol di Nelson che fissa la partita sull'1-2. Segna il suo unico gol in Serie A e in rosanero nella gara della 25ª giornata in trasferta contro il ChievoVerona (1-1 il finale), con un diagonale di sinistro, alla sua prima apparizione da titolare col Palermo. La stagione si conclude con la retrocessione dei rosanero, sancita il 12 maggio 2013 dalla sconfitta esterna per 1-0 contro la Fiorentina della 37ª giornata. Se è stato regolarmente utilizzato da Gian Piero Gasperini e Alberto Malesani, con Giuseppe Sannino è stato invece schierato solo nell'ultima giornata di campionato, chiudendo quindi la stagione con 8 presenze in Italia.
Rientrato per fine prestito al Blackburn, il 15 agosto 2013 si trasferisce a titolo definitivo ai messicani del Cruz Azul, con cui vince la CONCACAF Champions League battendo il Toluca nella doppia finale.
Il 15 luglio 2015 torna in patria firmando un contratto di durata triennale con il Newell's Old Boys.

### Nazionale
Dopo 4 presenze con la Nazionale Under-17 nel biennio 2006-2007, viene convocato dal CT Diego Armando Maradona per un'amichevole contro il Panama, ma è costretto a dare forfait a causa di un infortunio.
Il 5 giugno 2011 debutta in Nazionale sotto la guida di Sergio Batista disputando l'amichevole persa per 2-1 in casa della Polonia, entrando in campo al 68' al posto di Alejandro Cabral.

## Statistiche

### Presenze e reti nei club
Statistiche aggiornate al 5 aprile 2014.
| Stagione                 | Squadra                  | Campionato               | Campionato | Campionato | Coppe nazionali | Coppe nazionali | Coppe nazionali | Coppe continentali | Coppe continentali | Coppe continentali | Altre coppe | Altre coppe | Altre coppe | Totale | Totale |
| Stagione                 | Squadra                  | Comp                     | Pres       | Reti       | Comp            | Pres            | Reti            | Comp               | Pres               | Reti               | Comp        | Pres        | Reti        | Pres   | Reti   |
| ------------------------ | ------------------------ | ------------------------ | ---------- | ---------- | --------------- | --------------- | --------------- | ------------------ | ------------------ | ------------------ | ----------- | ----------- | ----------- | ------ | ------ |
| 2006-2007                | Newell's Old Boys        | PD                       | 2          | 0          | -               | -               | -               | -                  | -                  | -                  | -           | -           | -           | 2      | 0      |
| 2007-2008                | Newell's Old Boys        | PD                       | 4          | 0          | -               | -               | -               | -                  | -                  | -                  | -           | -           | -           | 4      | 0      |
| 2008-2009                | Newell's Old Boys        | PD                       | 19         | 7          | -               | -               | -               | -                  | -                  | -                  | -           | -           | -           | 19     | 7      |
| 2009-2010                | Newell's Old Boys        | PD                       | 36         | 8          | -               | -               | -               | CL                 | 2                  | 0                  | -           | -           | -           | 38     | 8      |
| 2010-gen. 2011           | Newell's Old Boys        | PD                       | 17         | 2          | -               | -               | -               | CS                 | 6                  | 3                  | -           | -           | -           | 23     | 5      |
| Totale Newell's Old Boys | Totale Newell's Old Boys | Totale Newell's Old Boys | 78         | 17         |                 |                 |                 |                    | 8                  | 3                  |             |             |             | 86     | 20     |
| gen.-giu. 2011           | Blackburn                | PL                       | 0          | 0          | FACup+CdL       | 0+0             | 0               | -                  | -                  | -                  | -           | -           | -           | 0      | 0      |
| 2011-2012                | Blackburn                | PL                       | 34         | 4          | FACup+CdL       | 1+4             | 0               | -                  | -                  | -                  | -           | -           | -           | 39     | 4      |
| 2012-gen. 2013           | Blackburn                | FLC                      | 15         | 1          | FACup+CdL       | 0+1             | 0               | -                  | -                  | -                  | -           | -           | -           | 16     | 1      |
| Totale Blackburn         | Totale Blackburn         | Totale Blackburn         | 49         | 5          |                 | 6               | 0               |                    |                    |                    |             |             |             | 55     | 5      |
| gen.-giu. 2013           | Palermo                  | A                        | 8          | 1          | CI              | -               | -               | -                  | -                  | -                  | -           | -           | -           | 8      | 1      |
| ago. 2013-2014           | Cruz Azul                | PD                       | 29         | 7          | CM              | 0               | 0               | CCL                | 9                  | 1                  | -           | -           | -           | 28     | 8      |
| Totale carriera          | Totale carriera          | Totale carriera          | 166        | 30         |                 | 6               | 0               |                    | 17                 | 4                  |             |             |             | 187    | 34     |

### Cronologia presenze e reti in Nazionale
| Cronologia completa delle presenze e delle reti in nazionale ― Argentina | Cronologia completa delle presenze e delle reti in nazionale ― Argentina | Cronologia completa delle presenze e delle reti in nazionale ― Argentina | Cronologia completa delle presenze e delle reti in nazionale ― Argentina | Cronologia completa delle presenze e delle reti in nazionale ― Argentina | Cronologia completa delle presenze e delle reti in nazionale ― Argentina | Cronologia completa delle presenze e delle reti in nazionale ― Argentina | Cronologia completa delle presenze e delle reti in nazionale ― Argentina |
| Data                                                                     | Città                                                                    | In casa                                                                  | Risultato                                                                | Ospiti                                                                   | Competizione                                                             | Reti                                                                     | Note                                                                     |
| ------------------------------------------------------------------------ | ------------------------------------------------------------------------ | ------------------------------------------------------------------------ | ------------------------------------------------------------------------ | ------------------------------------------------------------------------ | ------------------------------------------------------------------------ | ------------------------------------------------------------------------ | ------------------------------------------------------------------------ |
| 5-6-2011                                                                 | Varsavia                                                                 | Polonia                                                                  | 2 – 1                                                                    | Argentina                                                                | Amichevole                                                               | -                                                                        |                                                                          |
| Totale                                                                   |                                                                          | Presenze                                                                 | 1                                                                        |                                                                          | Reti                                                                     | 0                                                                        |                                                                          |

## Palmarès

### Club

#### Competizioni nazionali
- CONCACAF Champions' Cup: 1

Cruz Azul: 2013-2014